# Prințul Jean, Duce de Vendôme
Prințul Jean, Conte de Paris (Jean Charles Pierre Marie; n. 19 mai 1965, Paris, Franța), numit de asemenea Jean d’Orléans, este actualul șef al Casei de Orléans și pretendent la Tronul Franței. Este al doilea fiu al lui Henri, Conte de Paris, Duce de Franța și a ducesei Marie Therese de Württemberg. După decesul tatălui său, survenit la data de 21 ianuarie 2019, a preluat titlul onorific al acestuia: "Conte de Paris".

## Biografie

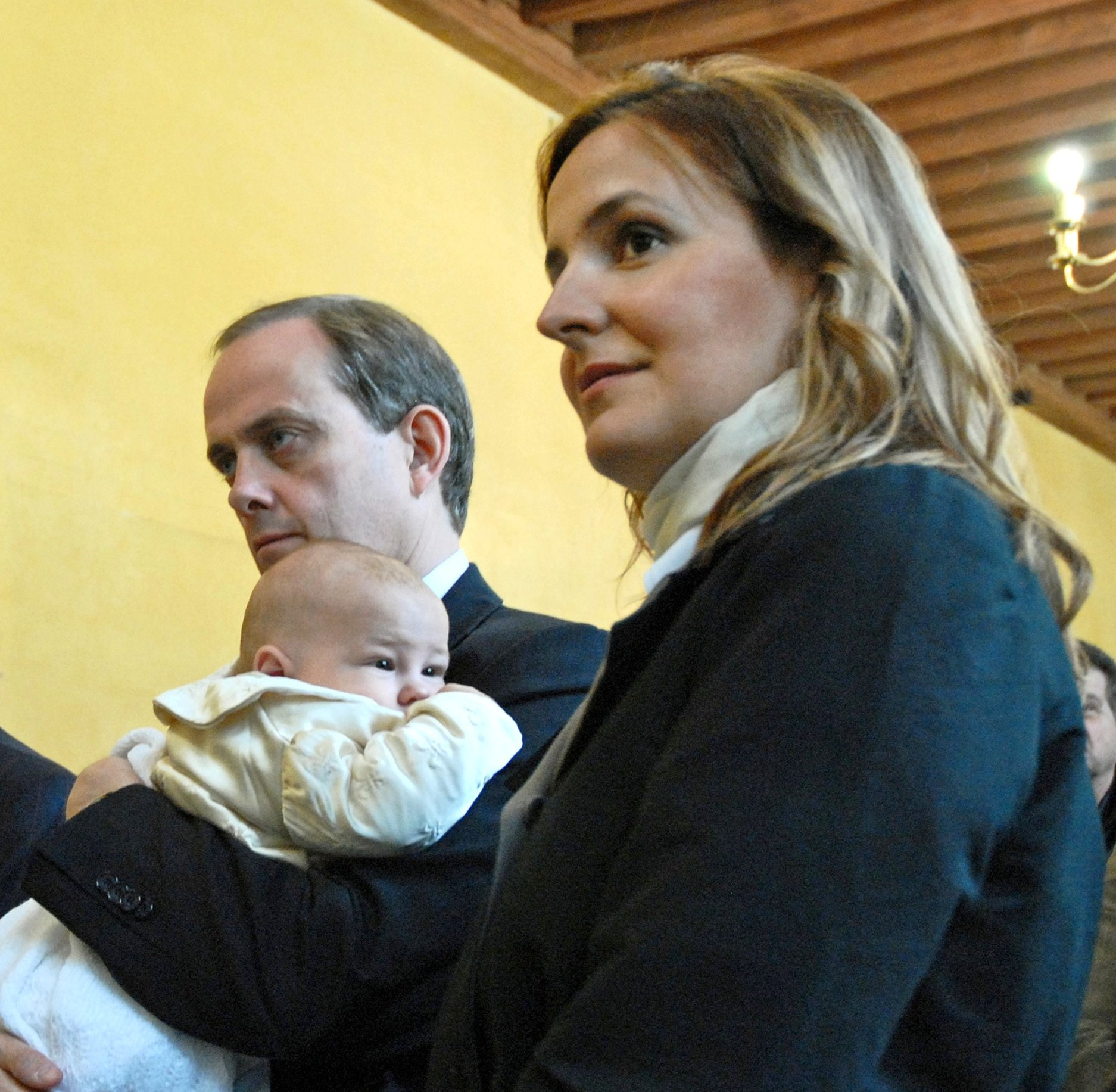
Prințul Jean, soția sa și fiul Gaston, 2010

Inițial fratele mai mare al Prințului Jean, Prințul François, Conte de Clermont, a fost moștenitor la șefia Casei de Orléans și Delfin al Franței însă, din cauza faptului că mama lor a suferit de toxoplasmoză timp de câțiva ani, Prințul François, la fel ca și una dintre surorile lor, prințesa Blanche, a suferit încă de la naștere de o afecțiune mentală severă. În 2006, tatăl lor și-a numit al doilea fiu, pe Jean, intitulat Duce de Vendôme, drept Delfin al Franței.
Prințul Jean trebuia să se căsătorească în 2001 cu Ducesa Tatiana de Oldenburg (n. 1974) dar nunta a fost anulată în ultimul moment din cauza disputelor religioase.
La 29 noiembrie 2008, Henri, Conte de Paris, Duce de Franța a anunțat logodna Ducelui de Vendôme cu Maria Philomena Magdalena Juliana Johanna de Tornos y Steinhart, născută la Viena la 19 iunie 1977. Ceremonia civilă a avut la la Paris la 19 martie 2009. Ceremonia religioasă a avut loc la 2 mai 2009 la Senlis la Catedrala Notre-Dame, urmată de o recepție la Château de Chantilly.
Cuplul are cinci copii:
- Prințul Gaston Louis Antoine Marie de Orléans, Delfin al Franței (n. 19 noiembrie 2009, Paris). Prințul Gaston are șase nași de botez: Prințul Eudes, Duce de Angoulême (unchiul patern), Magdalena de Tornos (mătușa maternă), Prințul Carlo, Duce de Castro, Prințesa Astrid a Belgiei, contele François-Pierre de Faydeau și contesa Magdalena de El Abra.
- Prințesa Antoinette Léopoldine Jeanne Marie de Orléans (n. 28 ianuarie 2012, Viena). Prințesa Antoinette are șase nași de botez: David de Tornos (unchiul matern), Prințesa Leopoldine de Liechtenstein (verișoara ei primară), contele Damian von Schönborn-Buchheim (vărul primar al tatălui ei), Francesca Lopez de la Osa, Leopoldo Gavito și Dominique de Layre.
- Prințesa Louise-Marguerite Eléonore Marie de Orléans (n. 30 iulie 2014, Poissy). Prințesa Louise-Marguerite are cinci nași de botez: Prințesa Marguerite de Liechtenstein (verișoara ei primară, Prințesa Sibilla de Luxembourg, Philippe d'Albert, al 13-lea duce de Luynes, prințul Alvaro de Orléans-Borbón și arhiducele Michael de Austria.
- Prințul Joseph Gabriel David Marie de Orleans (n. 2 iunie 2016, Dreux ).
- Prințesa Jacinthe Elisabeth-Charlotte Marie de Orleans (n. 9 octombrie 2018, Dreux ).